# Konstantínos Georgios Karamanlís
Konstantínos Karamanlís (em grego: Κωνσταντίνος Καραμανλής; 1907 — 1998) foi um político grego. Foi primeiro-ministro de seu país por quatro vezes e presidente da república por duas vezes.

## Vida
Foi quatro vezes presidente do cargo de primeiro-ministro a Terceira República Helênica e uma figura proeminente da política grega, cuja carreira política abrangeu grande parte da segunda metade do século XX.
O primeiro-ministro mais antigo da história moderna da Grécia (c. 14 anos), durante seu primeiro mandato (1955-1963), ele aplicou um programa de rápida industrialização, pesados investimentos em infraestrutura e melhoria da produção agrícola, que levou ao pós-guerra Milagre econômico grego. Ele implementou também a extensão dos direitos plenos de voto às mulheres, que estavam latentes desde 1952.
No seu segundo mandato, após 1974, é reconhecido pelo sucesso na restauração da democracia após a junta militar grega e pela criação da Terceira República Helénica, pondo fim aos contínuos golpes militares e à instabilidade política de cerca de meio século.
Um devotado pró-Europeanist, ele é creditado também pela adesão do país às Comunidades Europeias. Em 1978 ele foi agraciado com o Prêmio Carlos Magno.
Seus apoiadores o elogiaram como o carismático Ethnarches (Líder Nacional).